# Граф Ливерпуль
Граф Ливерпуль (англ. Earl of Liverpool) — наследственный титул, созданный дважды в британской истории.

## История
Впервые титул графа Ливерпуля в качестве Пэрства Великобритании был создан 1 июня 1796 года для Чарльза Дженкинсона, 1-го барона Хауксбери (1727—1808), фаворита короля Георга III. В 1786 году он получил титул барона Хауксбери из Хауксбери в графстве Глостершир, в 1790 году он унаследовал титул 7-го баронета из Уолкота и Хауксбери. Его старший сын, Роберт Банкс Дженкинсон, 2-й граф Ливерпуль (1770—1828), занимал должности мастера монетного двора (1799—1801), министра иностранных дел (1801—1804), министра внутренних дел (1804—1806, 1807—1809), министра по военным и колониальным делам (1809—1812) и премьер-министра Великобритании с 1812 по 1827 год.
Ему наследовал сводный брат, Чарльз Дженкинсон, 3-й граф Ливерпуль. Он занимал должности заместителя министра внутренних дел (1807—1809), заместителя министра по военным и колониальным делам (1809—1810) и лорда-стюарда королевского двора (1841—1846). В 1851 году после смерти Чарльза Дженкинсона, 3-го графа Ливерпуля (1784—1851), не оставившего сыновей, титул графа Ливерпуля прервался. Но титул баронета из Уолкота и Хауксбери унаследовал его двоюродный брат, Чарльз Дженкинсон, 10-й баронет (1779—1855).

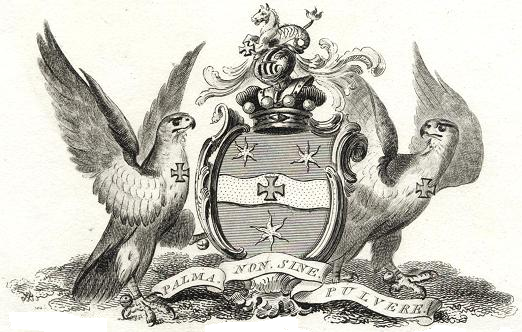
Герб графов Ливерпуль (креация 1796 года)

2 декабря 1905 года титул графа Ливерпуля был воссоздан для либерального политика Сесила Фулджема, 1-го барона Хауксбери (1846—1907), сына Джорджа Фулджемаи его второй жены Леди Селины Шарлотты Дженкинсон (1812—1883), дочери 3-го графа Ливерпуля (1784—1851). В 1893 году для Сесила Фулджема был создан титул барона Хауксбери из Хассельбаха в графстве Нортгемптоншир и Оллертона из Шервудского леса в графстве Ноттингемшир. В 1905 году вместе с графским титулом он был удостоен титула виконта Хауксбери из Киркхема в графстве Йоркшир и Мэнсфилда в графстве Ноттингемшир. Его старший сын, Артур Уильям де Брито Сэвил Фулджем, 2-й граф Ливерпуль (1870—1941), был генерал-губернатором Новой Зеландии (1912—1920).
По состоянию на 2024 год, обладателем графского титула являлся его внучатый племянник, Эдвард Питер Бертрам Сэвил Фулджем, 5-й граф Ливерпуль (род. 1944), сменивший своего двоюродного дядю в 1969 году. Он был посмертным сыном капитана Питера Джорджа Уильяма Сэвила Фулджема (1919—1944), погибшего во время Второй мировой войны, сына достопочтенного Бертрама Мармадюка Осберта Сэвила Фулджема (1891—1955), шестого сына 1-го графа Ливерпуля. Лорд Ливерпуль, член консервативной партии, является одним из 90 избираемых наследственных пэров, которые сохранили свои места в Палате лордов после принятия в 1999 году Акта о пэрах.

## Графы Ливерпуль, первая креация (1796)

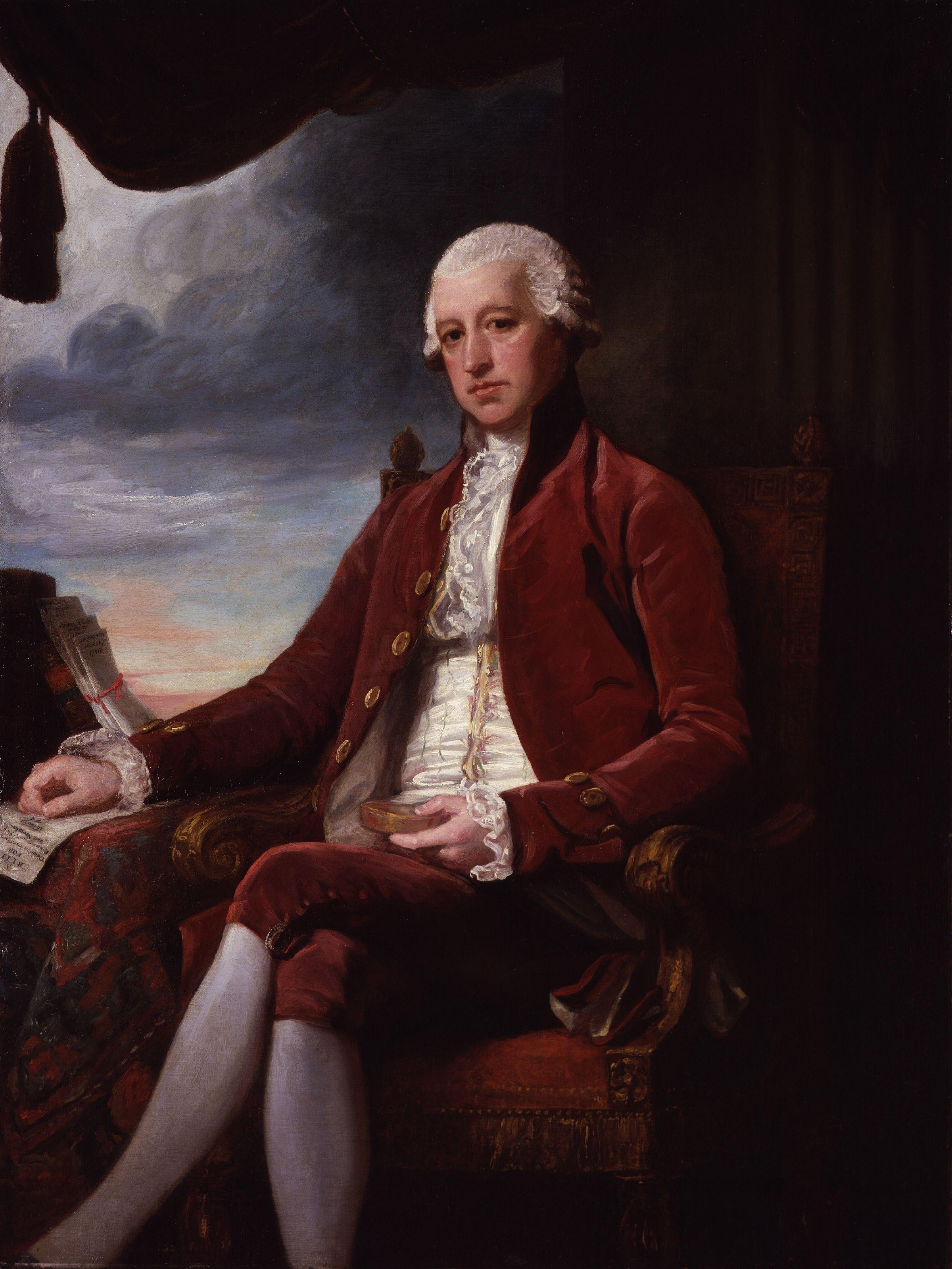
Чарльз Дженкинсон, 1-й граф Ливерпуль (1729—1808)

- 1796—1808: Чарльз Дженкинсон, 1-й граф Ливерпуль (16 мая 1729 — 17 декабря 1808), старший сын полковника Чарльза Дженкинсона (1693—1750);
- 1808—1828: Роберт Банкс Дженкинсон, 2-й граф Ливерпуль (7 июня 1770 — 4 декабря 1828), единственный сын предыдущего от первого брака;
- 1828—1851: Чарльз Сесил Коуп Дженкинсон, 3-й граф Ливерпуль (29 мая 1784 — 3 сентября 1851), единственный сын 1-го графа Ливерпуля от второго брака, сводный брат предыдущего.

## Графы Ливерпуль, вторая креация (1905)

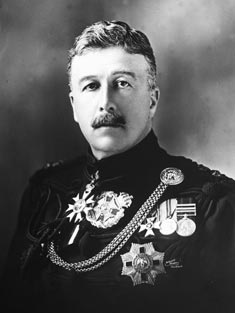
Артур Фулджем, 2-й граф Ливерпуль (1870—1941)

- 1905—1907: Сесил Джордж Сэвил Фулджем, 1-й граф Ливерпуль (7 ноября 1846 — 23 марта 1907), сын Джорджа Сэвила Фулджема (1800—1869) от второго брака с Леди Селиной Шарлоттой Дженкинсон (1812—1883), второй дочерью Чарльза Сесила Коупа Дженкинсона, 3-го графа Ливерпуля;
- 1907—1941: Артур Уильям де Брито Сэвил Фулджем, 2-й граф Ливерпуль (27 мая 1870 — 15 мая 1941), старший сын предыдущего от первого брака;
- 1941—1962: Джеральд Уильям Фредерик Сэвил Фулджем, 3-й граф Ливерпуль (12 мая 1878 — 27 июля 1962), старший сын 1-го графа Ливерпуля от второго брака;
- 1962—1969: Роберт Энтони Эдвард Сент-Эндрю Сэвил Фулджем, 4-й граф Ливерпуль (3 апреля 1887 — 13 марта 1969), младший брат предыдущего;
- 1969 — настоящее время: Эдвард Питер Бертрам Сэвил Фулджем, 5-й граф Ливерпуль (род. 14 ноября 1944), единственный сын капитана Питера Джорджа Уильяма Сэвила Фулджема (1919—1944), внук Бертрана Мармадюка Осберта Сэвила Фулджема (1891—1955), правнук 1-го графа Ливерпуля;
  - Наследник: Люк Мармадюк Питер Сэвил Фулджем, виконт Хауксбери (род. 25 марта 1972), старший сын предыдущего; он женился на Кэтрин Дэвис в июле 2013 года.
  - Наследник наследника: достопочтенный Чарльз Мармадюк Фулджем (род. 2019), сын предыдущего.